# Жіночий кінофестиваль
Жіночий кінофестиваль «Кін» (жінка) (або «Кінфест») — щорічний міжнародний жіночий кінофестиваль проходить у столиці Вірменії — Єревані.

## Історія
Фестиваль був заснований соціологом Маріам Оганян і кінокритиком Наріне Джрбашян у 2004 році, тоді ж й пройшов перший «Кінфест». Традиційно фестиваль проходить в перших числах грудня, його головною відмінністю від інших є те, що «Кінфест» є кінофестивалем режисерів-жінок. Фільми режисерів-чоловіків включаються тільки в позаконкурсну програму гостьових показів. За словами одного з організаторів фестивалю Маріам Оганян: 
Целью фестиваля “Кин” является переосмысление роли и места женщины в обществе посредством фильмов, а также ознакомление с работами режиссёров-женщин из других стран.— Маріам Оганян

## Номінації
- Кращий фільм
- Кращий дебют
- Спеціальний приз[3]